# Kakkeharavu, Chitradurga
Kakkeharavu là một làng thuộc tehsil Chitradurga, huyện Chitradurga, bang Karnataka, Ấn Độ.